# ロジスティクス
ロジスティクス（英: logistics）とは、原材料調達から生産・販売に至るまでの物流、またはそれを管理する過程。原義は軍隊で使用される兵站を意味し、人員を適切に配置し全体の効率を高める手法を指す。

## 定義
ロジスティクスは、たとえば以下のように定義される。
ロジスティクスとは、サプライチェーンプロセスの一部であり、顧客の要求を満たすため、発生地点から消費地点までの効率的・発展的な「もの」の流れと保管、サービス、および関連する情報を計画、実施、およびコントロールする過程である。
ロジスティクスは、物流において生産地から消費地までの全体最適化を目指す。

## 歴史
もともとロジスティクスは兵站（へいたん）を表す軍事用語であった。軍事用語としては、作戦計画に従って兵器や兵員を確保し、管理し、補給するまでの全ての活動を言う。前線で戦闘に従事する前方業務に対して、後方業務または後方支援と呼ばれる業務領域を指す。その後、産業構造の高度化により、ビジネス用語としても用いられるようになった。
経済活動におけるロジスティクスはビジネス・ロジスティクスとも言われ、区別されることもある。
ロジスティクスの研究はマーケティングの研究の一部として発展してきた。2000年にダグラス・M・ランバートは米国におけるロジスティクス研究の歴史をまとめた。以下はその引用である。
- 1901年 - 農産物の流通におけるコストとその他の要因を論じる書籍の出版。
- 1916年 - ロジスティクスの戦略的な側面を論じる書籍の出版。
- 1916年 - マーケティングと流通チャネルのコンセプトを紹介する書籍の出版。
- 1922年 - 物流と物の所有権の移動に影響を与えるものとしてマーケティングが紹介されている書籍の出版。
- 1927年 - 現在使われているような意味でロジスティクスの定義付けが行われた。
- 1950年代 - マーケティングのコンセプトの発達。
- 1954年 - ビジネス界と教育界の権威がその著作『The other half of marketing』にてマーケティングにおける物流（Phisical distribution）の側面を調査する必要性を唱える書籍を出版。
- 1956年 - ロジスティクスにおけるコスト分析のコンセプトを紹介する書籍の出版。
- 1960年代初期 - ロジスティクスマネジメントのコンセプトの企業による実践を紹介するレポートの出版。
- 1960年代初期 - ミシガン州立大学とオハイオ州立大学でロジスティクスの教育開始。
- 1961年 - 物流（Phisical distribution）の初期のテキスト出版。
- 1962年 - ピーター・ドラッカーが雑誌記事「経済の暗黒大陸」でロジスティクスを論じる。
- 1963年 - 業界団体「National Council of Physical Distribution」発足。（現CSCMP)
- 1969年 - Donald J. Bowersox がその著作で歴史的な視点からロジスティクスマネジメントを論じる。
- 1972年 - ロジスティクスの成功における会計情報の重要性を論じる論文の出版。
- 1976年 - Douglas M. Lambert がロジスティクス費用の構成要素と在庫コストの計算を論じる論文を出版。
- 1976年 - Bernard J. Ladonde 等が米国企業の顧客サービスの評価方法を論じる論文を出版。
- 1978年 - A. T. Kearney （コンサルティング会社）が物流（Physical distribution）の効率性測定を論じるレポートを発表。
- 1970年代～1980年代 - MRP, MRPII, DRP, DRPII, Kanban, Just-in-time 等の技術の発達。
- 1970年代末期～1980年代初期 - 空運、陸運、鉄道、海運業界の規制緩和。
- 1980年代 - ロジスティクス管理におけるコンピュータの利用増加。
- 1984年 - ハーバード・ビジネス・レビューでロジスティクスの重要性が論じられる。
- 1985年 - マイケル・ポーターがバリュー・チェーンにおけるロジスティクスの役割を論じる。
- 1987年 - 米国議会による Malcolm Caldrige National Quality Award の創設。

IT革命以後は経路最適化アルゴリズムによる配送計画の算出手法も実用化されている。IoTや量子コンピュータなどにより今後の進化が期待される分野である。

## ロジスティクスと物流の違い
「ロジスティクス」と「物流」（distribution）には若干の違いがあり、物的流通、略して物流とは、生産物を生産者から消費者へ引き渡す（空間および時間を克服する）ことである。
ロジスティクスとは顧客の要求を満たすために発生地点から消費地点までの効率的･発展的な「もの」の流れと保管、サービスおよび関連する情報を計画、実施、およびコントロールする過程であり、ロジスティクスは物流において生産地から消費地までの全体最適化を目指すものである。

## ロジスティクスのフレームワークス
ランバート（2000年）はロジスティクス活動として以下の14点を挙げる（物流は各ノード（工場や倉庫や小売店）間の輸送、保管、荷役、包装、流通加工、物流情報処理を表す下位概念である）。
- 顧客サービス（Customer service）
- 需要予測（Demand forecasting）
- 流通コミュニケーション（Distribution communication）
- 在庫管理（Inventory control）
- マテリアルハンドリング（Material handling、マテハン）
- 受注処理（Order processing）
- 部品・サービス支援（Parts and service support）
- 工場・在庫拠点選定（Plant and warehouse site selection）
- 調達（Procurement）
- 包装（Packaging）
- 回収（Return goods handling）
- 廃棄（Salvage and scrap disposal）
- 貨物輸送（Traffic and transportation）
- 倉庫・保管（Warehousing and storage）

## 日本におけるロジスティクス
日本におけるロジスティクス研究は米国に比べると10年以上の開きがあると言われている。代表的な研究機関は、物流大手の日本通運が設立に関与した流通経済大学流通情報学部及び同大学院物流情報学研究科・日本通運のシンクタンク子会社である日通総合研究所や、東京海洋大学海洋工学部流通情報工学科、早稲田大学のネオ･ロジスティクス共同研究会、海洋ロジスティクス科学講座を持つ神戸大学大学院海事科学研究科など。また、普及振興等を図る組織として日本ロジスティクスシステム協会がある。資格試験としては、ビジネス・キャリア検定試験のロジスティクス分野がある。

## ロジスティクスの学会
国際ロジスティクス学会（SOLE）が組織され、年1回アメリカ合衆国で総会があり、日本にも日本支部がある。
上記とは別に一般社団法人 日本ロジスティクスシステム学会が存在する。
流通を含めた商業全体の学術団体については、1951年4月21日、日本商業学会が慶應義塾大学教授向井鹿松を初代会長として設立された。

## 日本の物流REIT
- 日本ロジスティクスファンド投資法人
- GLP投資法人
- 日本プロロジスリート投資法人
- 三井不動産ロジスティクスパーク投資法人
- 三菱地所物流リート投資法人
- 伊藤忠アドバンス・ロジスティクス投資法人
- CREロジスティクスファンド投資法人
- SOSiLA物流リート投資法人